# BORDER: 儚い
『BORDER: 儚い』は、韓国の7人組男性アイドルグループであるENHYPENの日本デビューシングルである。2021年7月6日にユニバーサルミュージックよりリリースされた。

## 背景
2021年5月10日、ニッポン放送『ENHYPENのオールナイトニッポンX』にてNI-KIとJAKEが日本デビューが決定したことを発表した。
日本デビュー決定とともに公開されたキー・ヴィジュアルは、光に包まれ、少年美を強調したホワイトルックが幻想的なムードを作り上げており、「夢と現実の境界」で時間が流れていく様子の美しさを表現している。
5月25日には、ソロアーティストビジュアルが公開され、シャツやセーター、カーディガンなどでコーディネートしたオールホワイトのスタイルを披露した。

## 構成
本作には、『BORDER: DAY ONE』の収録曲「Given-Taken」「Let Me In (20 CUBE)」の日本語バージョンと、グループにとって初の日本オリジナル曲が収録される。販売形態はDVD付きの初回限定盤A、フォトブック付きの初回限定盤B、CDのみの通常盤、ENHYPEN Weverse Shop JAPANおよびUNIVERSAL MUSIC STOREで限定販売されるメンバーソロジャケット盤7種、ENHYPEN Weverse Shop JAPAN限定盤、UNIVERSAL MUSIC STORE限定盤の計12種類。各形態の初回プレス分にはオンラインイベントの参加権などが当たる応募抽選特典のシリアルナンバーが封入される。

## アートワーク
初回限定盤Aと、UNIVERSAL MUSIC STORE限定盤のジャケットには制服姿のメンバーの写真が採用された。初回限定盤BとWeverse Shop JAPAN限定盤には、アーティスト写真にも使用されたホワイトコーディネートの7人の写真を使用。通常盤のジャケットには1輪のバラの写真がデザインされている。

## 収録曲
| #         | タイトル                                | 作詞・作曲 | プロデューサー           | 時間 |
| --------- | --------------------------------------- | --- | ------------------------ | ---- |
| 1.        | 「Given-Taken [Japanese Ver.]」         | Wonderkid, LIL 27 CLUB, "Hitman" Bang, Melanie Fontana, Andreas Carlsson, Michel "Lindgren" Schulz, Sunshine, Kyler Niko | Wonderkid, "Hitman" Bang | 3:04 |
| 2.        | 「Let Me In (20 CUBE) [Japanese Ver.]」 | FRANTS, Kyler Niko, "Hitman" Bang, Lee Leejin, January 8th, Lee Seuran, danke, LUTRA, Jo Yuri（Jam Factory）             | FRANTS, "Hitman" Bang    | 3:11 |
| 3.        | 「Forget Me Not」                       | barbora、The Answer、伊藤涼                                                                                              |                          | 3:23 |
| 合計時間: | 合計時間:                               | 合計時間: | 合計時間:                | 9:38 |

| #  | タイトル                                    | 作詞 | 作曲・編曲 |
| -- | ------------------------------------------- | ---- | ---------- |
| 1. | 「Given-Taken [Japanese Ver.] Music Video」 |      |            |
| 2. | 「Making of Music Video」                   |      |            |
| 3. | 「Making of Jacket Photos」                 |      |            |

## スタッフ
- ENHYPEN: ボーカル（#1-2）
  - ヒスン: バックグラウンド・ボーカル（#1）
  - ジェイク: バックグラウンド・ボーカル（#1）
- CA$HCOW: バックグラウンド・ボーカル（#1）、ボーカルアレンジ（#1-2）、デジタル編曲（#1-2）
- Melanie Fontana（英語版）: バックグラウンド・ボーカル（#1）
- Kyler Niko: バックグラウンド・ボーカル（#1-2）、レコーディング・エンジニア（#1-2）
- Sunshine（Cazzi Opeia & Ellen Berg）: バックグラウンド・ボーカル（#1）、レコーディング・エンジニア（#1）
- Vendors（Kevin Leinster Jr.）: バックグラウンド・ボーカル（#2）
- Wonderkid: キーボード（#1）、ボーカルアレンジ（#1）、デジタル編曲（#1-2）
- YOUNG: ギター（#2）
- "Hitman" Bang（#1）
- FRANTS: キーボード（#2）、ベース（#2）
- Shin Kung: ボーカルアレンジ（#2）
- Kim Jiyeon: レコーディング・エンジニア（#1-2）
- Kim Chorong: レコーディング・エンジニア（#2）
- Son Yu-jeong: レコーディング・エンジニア（#1）
- Michel "Lindgren" Schulz: レコーディング・エンジニア（#1）
- Woo Min-jeong: デジタル編曲（#1-2）
- Manny Marrouin: ミックス・エンジニア（#1）
- Jeremie Inhaber: ミックス・エンジニア（#1）
- Phil Tan: ミックス・エンジニア（#2）
- Bill Zimmerman: 追加編曲（#2）
- Chris Galland: アシスタント・ミキサー（#1）
- Zach Pereyra: アシスタント・ミキサー（#1）

## チャート
7月8日、ビルボードによる同月5日-7日の集計が明らかとなり、210,008枚を売り上げたことが発表された。同月12日には週間シングル・セールス・チャート“Top Singles Sales”で、初週236,229枚を売り上げて、首位を獲得したことが発表された。
7月11日、オリコンチャートデイリーシングルチャートで1位を獲得した。さらに初日150,254枚の販売量で、チャートの1位を記録した後、6日連続トップを維持した。同月13日には、7月19日付の週間シングルチャートで初登場1位を獲得した。海外男性アーティストによる1stシングルの初登場1位は、史上5組目の達成で、1stシングルでの初登場1位の獲得は、本年度初となった。さらに、海外男性アーティストによる1stシングルの初週売上枚数としては、SEVENTEENの「Happy Ending」に次ぐ、歴代第2位の記録となるほか、初登場1位を獲得した海外男性アーティストによる1stシングルの初週売上枚数としては、歴代第1位に踊り出たことがわかった。
8月10日、出荷量35万枚以上を記録し、日本レコード協会が発表する2021年7月度「ゴールドディスク認定作品」にてプラチナ認定された。プラチナ認定を記念し、7月13日に行われたオンラインショーケース「ENHYPEN online showcase」から、「Forget Me Not」のパフォーマンス映像がENHYPENのYouTubeチャンネルにて公開となった。